# Kutyacsont
Az autók első futóművében elhelyezkedő függőleges stabilizátor rúd, amely formája miatt kapta a "kutyacsont" nevet. A stabilizátor rudat és a lengéscsillapítót köti össze. Amennyiben elinduláskor, megálláskor, egyenetlen úton haladáskor vagy fekvőrendőrön áthajtáskor koppanó hangot hallani az első futóműből, valószínű a függőleges stabilizátorok valamelyikének a gömbfeje kopott ki. Nem túl drága alkatrész, könnyen cserélhető.